# Marzouk Mabrouk
Marzouk Khalifa Mabrouk (arab. مرزوق خليفة مبروك; ur. 1961) – libijski lekkoatleta, olimpijczyk.
Mabrouk wystąpił na Letnich Igrzyskach Olimpijskich 1980 w jednej konkurencji. W biegu eliminacyjnym na 1500 m zajął przedostatnie 9. miejsce z wynikiem 3:54,21, odpadając tym samym z zawodów (osiągnął lepszy wynik od 4 lekkoatletów).
Rekord życiowy w biegu na 1500 m – 3:54,21 (1977).